# رحمت أباد (اسفندار)
رحمت أباد (بالفارسية: رحمت‌آباد) هي قرية تقع في إيران في قسم اسفندار الريفي. يقدر عدد سكانها بـ 120 نسمة .